# 夏清成
夏清成（1944年—），男，河南台前人，中华人民共和国政治人物，曾任河南省财政厅厅长、党组书记，河南省地方税务局局长、党组书记，河南省人大常委会副主任。